# Pablo Tusset
David Homedes Cameo, más conocido por sus seudónimos Pablo Tusset y David Cameo (Barcelona, 1965), es un novelista español.

## Biografía
Informático de profesión, este dato es prácticamente todo lo que se sabe sobre su vida personal. Se da a conocer como Pablo Tusset enviando el original de su primera novela a distintas editoriales hasta que Lengua de Trapo la publica en 2001.
Lo mejor que le puede pasar a un cruasán gana el Premio Tigre Juan, que se otorga a la mejor primera novela del año, siendo traducida a numerosos idiomas y adaptada al cine con título homónimo en 2003 por Paco Mir, pero esta notoriedad conlleva la obligación de conceder ruedas de prensa y entrevistas, lo que no parece agradar a su autor. 
Por eso, la participación de éste en la promoción de su segundo libro se limita a una autoentrevista que se concede a sí mismo bajo el nombre de José Antonio Santaló por encargo del suplemento El Cultural. En el nombre del cerdo, editada en 2006 y ambientada entre Nueva York y Cataluña, resulta una obra más compleja y ambiciosa que la anterior y recibe una acogida desigual.
En febrero de 2009 aparece Sakamura, Corrales y los muertos rientes, enésima parodia de la serie negra y deliberada caricatura de la política española, que es quizás su libro más cómico pero solo aparentemente el más ligero. En 2011, Oxford 7, su siguiente trabajo, constituye una sátira sobre el mundo contemporáneo camuflada de ciencia ficción soft que le confirma como fabulador.
Como queda dicho, desde 2006 evita todo contacto con la prensa, emulando conscientemente la actitud de autores como J. D. Salinger o B. Traven. De hecho, tanto en la autoentrevista de ese mismo año citada más arriba como en las reseñas biográficas que figuran en sus libros, no se proporciona información objetiva alguna sobre el autor, pero sí queda expresada con claridad, a través del chiste, su posición crítica sobre el mercado editorial y el mundillo literario, cuya compañía elude cuidadosamente.
Pero en 2014, no sólo se enfrenta a la prensa para presentar su nueva obra, Franz y Greta, sino que abandona su popular seudónimo para firmar esta como David Cameo, lo que explica afirmando que "es una novela diferente en la que buceo en lo oscuro del ser humano, y para esto no me sirve el sarcasmo de Pablo Tusset". Sin embargo, de alguna forma, sigue jugando a ocultarse al utilizar su segundo apellido, dado que "suena bien Cameo y como tiene significado...".
En 2017, recupera su antigua denominación para firmar Sakamura y los turistas sin karma, una nueva entrega de las aventuras, más o menos detectivescas, del protagonista de su tercera novela, pero vuelve a ser David Cameo en 2020 presentando El caso Salabert y empezando así a desarrollar la obra de quien ya se puede llamar su heterónimo alternativo. 

## Obra
Como Pablo Tusset
- Lo mejor que le puede pasar a un cruasán (Lengua de Trapo, 2001)
- En el nombre del cerdo (Destino, 2006)
- Sakamura, Corrales y los muertos rientes (Destino, 2009)
- Oxford 7 (Destino, 2011)
- Sakamura y los turistas sin karma (Destino, 2017)

Como David Cameo
- Franz y Greta (Destino, 2014)
- El caso Salabert (dosmanos, 2020)